# Jüri Tamm
Jüri Tamm (5. února 1957 Pärnu – 22. září 2021) byl estonský kladivář, reprezentující Sovětský svaz a od roku 1991 samostatné Estonsko. Jeho osobní rekord je 84,40 m, je tak osmým nejlepším kladivářem všech dob.
Dne 16. května 1980 na mítinku v Leselidze vytvořil pokusem dlouhým 80,46 m světový rekord, který však za půl hodiny překonal Jurij Sedych výkonem 80,64 m. Na olympiádě 1980 získal bronzovou medaili. Jako student sportovní akademie v Dněpropetrovsku se zúčastnil dvou Univerziád, v roce 1981 byl druhý a v roce 1983 vyhrál. V roce 1985 vyhrál Kontinentální pohár v atletice, byl mistrem SSSR v hodu kladivem v letech 1987 a 1988, získal stříbrnou medaili na mistrovství světa v atletice 1987, kde skončil za reprezentačním kolegou Sergejem Litvinovem, a bronz na olympiádě 1988. Na Letních olympijských hrách 1992 získal pro Estonsko páté místo, na mistrovství světa v atletice 1995 i olympiádě 1996 vypadl v kvalifikaci.
V letech 1999–2011 byl poslancem Riigikogu za sociální demokraty (v roce 2010 oznámil odchod ze strany) a členem hospodářského výboru, v letech 2001–2008 a znovu od roku 2016 zastával funkci místopředsedy Estonského olympijského výboru. Působil také v estonském Rotary Clubu. V roce 2006 mu byl udělen Řád bílé hvězdy.